# Campionato sudamericano maschile under 20 di calcio 2011
Il Campionato sudamericano di calcio Under-20 2011, 25ª edizione della competizione organizzata dalla CONMEBOL e riservata a giocatori Under-20, è stato giocato in Perù tra il 16 gennaio e il 12 febbraio 2011. Le prime due classificate si sono qualificate per il Campionato mondiale di calcio Under-20 2011 e a Londra 2012, mentre la terza e la quarta classificata si sono qualificate solo per il Campionato mondiale di calcio Under-20 2011.

## Partecipanti
Partecipano al torneo le rappresentative delle 10 associazioni nazionali affiliate alla Confederación sudamericana de Fútbol:
| - Argentina under 20 - Bolivia under 20 - Brasile under 20 - Cile under 20 - Colombia under 20 |  | - Ecuador under 20 - Paraguay under 20 - Perù under 20 - Uruguay under 20 - Venezuela under 20 |

## Città
Arequipa, Moquegua e Tacna.

## Incontri

### Prima fase

#### Gruppo A
| Squadra            | G | V | N | S | GF | GS | DR | P  |
| ------------------ | - | - | - | - | -- | -- | -- | -- |
| Argentina under 20 | 4 | 3 | 1 | 0 | 8  | 4  | +4 | 10 |
| Cile under 20      | 4 | 2 | 0 | 2 | 6  | 8  | −2 | 6  |
| Uruguay under 20   | 4 | 1 | 1 | 2 | 6  | 5  | +1 | 4  |
| Perù under 20      | 4 | 1 | 1 | 2 | 4  | 5  | −1 | 4  |
| Venezuela under 20 | 4 | 0 | 3 | 1 | 4  | 6  | −2 | 3  |

| Arbitro: | Wilmar Roldán |

|                      |           |             |
| Hoyos 58’ Iturbe 90’ | Marcatori | 37’ Polenta |

| Arbitro: | Antonio Arias |

|  |           |                        |
|  | Marcatori | 52’ Reyes 60’ Martinez |

| Arbitro: | Wilson Luís Seneme |

|             |           |                            |
| Callens 65’ | Marcatori | 2’ Funes Mori 86’ Zuculini |

| Arbitro: | Raúl Orosco |

|           |           |                  |
| Reyes 19’ | Marcatori | 58’ F. Rodríguez |

| Arbitro: | Antonio Arias |

|            |           |            |
| Araujo 55’ | Marcatori | 65’ Orozco |

| Arbitro: | Omar Ponce |

|  |           |                                        |
|  | Marcatori | 10’ 44’ Ceppelini 73’ Luna 77’ Polenta |

| Arbitro: | Raúl Orosco |

|             |           |                            |
| Márquez 69’ | Marcatori | 58’ 67’ Ferreyra 73’ Mosca |

| Arbitro: | Wilmar Roldán |

|             |           |            |
| Montani 15’ | Marcatori | 78’ Orozco |

| Arbitro: | Wilson Luís Seneme |

|                                    |           |          |
| Pinto 24’ Gallegos 45’ Márquez 86’ | Marcatori | 14’ Meza |

| Arbitro: | Omar Ponce |

|                       |           |  |
| Ojeda 15’ Donayre 71’ | Marcatori |  |

#### Gruppo B
| Squadra           | G | V | N | S | GF | GS | DR | P  |
| ----------------- | - | - | - | - | -- | -- | -- | -- |
| Brasile under 20  | 4 | 3 | 1 | 0 | 9  | 4  | +5 | 10 |
| Ecuador under 20  | 4 | 2 | 1 | 1 | 5  | 3  | +2 | 7  |
| Colombia under 20 | 4 | 1 | 2 | 1 | 7  | 8  | −1 | 5  |
| Paraguay under 20 | 4 | 1 | 1 | 2 | 6  | 8  | −2 | 4  |
| Bolivia under 20  | 4 | 0 | 1 | 3 | 3  | 7  | −4 | 1  |

| Arbitro: | Víctor Carrillo |

|                    |           |                    |
| Cardona 71’ (rig.) | Marcatori | 29’ (rig.) Cazares |

| Arbitro: | Diego Abal |

|                               |           |                          |
| Neymar 25’ (rig.) 33’ 60’ 63’ | Marcatori | 51’ Viera 84’ Montenegro |

| Arbitro: | Marlon Escalante |

|  |           |            |
|  | Marcatori | 23’ Torres |

| Arbitro: | Darío Ubriaco |

|                    |           |                                     |
| Cardona 65’ (rig.) | Marcatori | 55’ Casimiro 63’ Willian 86’ Neymar |

| Arbitro: | Jorge Osorio |

|              |           |          |
| Henrique 41’ | Marcatori | 76’ Rios |

| Arbitro: | Darío Ubriaco |

|             |           |  |
| Montaño 60’ | Marcatori |  |

| Arbitro: | Víctor Carrillo |

|                        |           |          |
| Franco 21’ Escobar 37’ | Marcatori | 57’ Rios |

| Arbitro: | Diego Abal |

|  |           |              |
|  | Marcatori | 24’ Henrique |

| Arbitro: | Marlon Escalante |

|                                   |           |          |
| Chalá 51’ Caicedo 61’ Montaño 83’ | Marcatori | 42’ Rios |

| Arbitro: | Jorge Osorio |

|                             |           |                          |
| Cardona 39’, 87’ Ortega 68’ | Marcatori | 32’ Correa 37’, 57’ Ruiz |

### Girone finale
| Squadra qualificata per Londra 2012 e campionato del mondo Under-20 2011 |
| Squadra qualificata per campionato del mondo Under-20 2011               |
| Eliminata                                                                |

| Squadra        | G | V | N | S | GF | GS | DR  | P  |
| -------------- | - | - | - | - | -- | -- | --- | -- |
| Brasile U-20   | 5 | 4 | 0 | 1 | 15 | 3  | +12 | 12 |
| Uruguay U-20   | 5 | 3 | 1 | 1 | 4  | 7  | –3  | 10 |
| Argentina U-20 | 5 | 3 | 0 | 2 | 7  | 5  | +2  | 9  |
| Ecuador U-20   | 5 | 2 | 2 | 1 | 3  | 2  | +1  | 8  |
| Cile U-20      | 5 | 1 | 0 | 4 | 6  | 11 | −5  | 3  |
| Colombia U-20  | 5 | 0 | 1 | 4 | 1  | 8  | −7  | 1  |

- Nota: Colombia qualificata al Campionato mondiale di calcio Under-20 2011 in quanto paese organizzatore.

| Arbitro: | Diego Abal |

|          |           |  |
| Luna 42’ | Marcatori |  |

| Arbitro: | Wilson Luís Seneme |

|  |           |             |
|  | Marcatori | 46’ Montaño |

| Arbitro: | Omar Ponce |

|              |           |                                                         |
| Carrasco 19’ | Marcatori | 17’ 47’ Neymar 65’ Lucas 81’ Diego Maurício 89’ Willian |

| Arbitro: | Antonio Arias |

|            |           |             |
| Mayada 17’ | Marcatori | 59’ Montaño |

| Arbitro: | Víctor Carrillo |

|                             |           |                                               |
| Carrasco 15’ Gallegos 90+1’ | Marcatori | 50’ (rig.) Ferreyra 62’ Iturbe 72’ Tagliafico |

| Arbitro: | Raúl Orosco |

|                                |           |  |
| Casemiro 3’ Diego Maurício 89’ | Marcatori |  |

| Arbitro: | Wilson Luís Seneme |

|          |           |  |
| Luna 37’ | Marcatori |  |

| Arequipa 6 febbraio 2011, ore 18:00 | Colombia         | 0 – 0 referto | Ecuador | Estadio Monumental Virgen de Chapi\| Arbitro: \| Marlon Escalante \| |
| Arbitro:                            | Marlon Escalante |               |         |                                                                      |

| Arbitro: | Wilmar Roldán |

|                                 |           |             |
| Funes Mori 7’ (rig.) Iturbe 68’ | Marcatori | 55’ Willian |

| Arbitro: | Antonio Arias |

|                  |           |                                      |
| Magaña 2’ (aut.) | Marcatori | 23’ Gallegos 42’ Bustos 47’ Carrasco |

| Arbitro: | Raúl Orosco |

|            |           |  |
| Vecino 64’ | Marcatori |  |

| Arbitro: | Víctor Carrillo |

|  |           |             |
|  | Marcatori | 8’ Casimiro |

| Arbitro: | Marlon Escalante |

|  |           |                                  |
|  | Marcatori | 14’ (rig.) Ferreyra 32’ Zuculini |

| Arbitro: | Wilmar Roldán |

|            |           |  |
| Arroyo 72’ | Marcatori |  |

| Arbitro: | Antonio Arias |

|  |           |                                             |
|  | Marcatori | 40’ 42’ 80’ Lucas 51’ Danilo 57’ 62’ Neymar |

## Classifica marcatori
9 reti
- Neymar

4 reti
- Facundo Ferreyra
- Lucas Moura
- Edwin Cardona
- Edson Montaño

3 reti
- Juan Iturbe
- Casemiro
- Willian José
- Darwin Ríos
- Bryan Carrasco
- Felipe Gallegos
- Adrián Luna

2 reti
- Rogelio Funes Mori
- Bruno Zuculini
- Henrique
- Diego Maurício
- Alejandro Márquez
- Óscar Ruiz
- Pablo Ceppelini
- Diego Polenta
- Yohandry Orozco

1 rete
- Sergio Araujo
- Michael Hoyos
- Claudio Mosca
- Nicolás Tagliafico
- Danilo
- Ramsés Bustos
- José Martínez
- Yashir Pinto
- Lorenzo Reyes
- Andrés Ramiro Escobar
- Pedro Franco
- Michael Ortega

1 rete
- Dixon Arroyo
- Marcos Caicedo
- Juan Cazares
- Walter Chalá
- Cláudio Correa
- Brian Montenegro
- Iván Torres
- Diego Viera
- Alexander Callens
- Diego Donayre
- Osnar Noronha
- Ángel Ojeda
- Camilo Mayada
- Federico Rodríguez
- Matías Vecino
- José Alí Meza
- José Miguel Reyes

Autoreti
- Cristian Magaña (pro Colombia)